# 抚顺城街道
抚顺城街道，是中华人民共和国辽宁省抚顺市顺城区下辖的一个乡镇级行政单位。

## 行政区划
抚顺城街道下辖以下地区：
高山社区、兴业社区、北站社区、锁阳社区、北关社区、贵德社区、天丰社区、安怡社区、盛隆社区、新城社区、永大社区、民族社区、永安社区和临江社区。